# アクセンティア
「アクセンティア」は、藍井エイルの12枚目のシングル。2016年3月2日にSME Recordsから発売された。

## 概要
前作「シューゲイザー」から約4か月ぶりの発売となる2016年1枚目のシングルである。
表題曲の「アクセンティア」は、PS Vitaゲーム『デジモンワールド -next 0rder-』の主題歌に起用されている。MVには、バスケットボールの経験を持つうえにファンである藍井の希望により、元バスケットボール日本代表の五十嵐圭が出演した。
「アクセンティア=Accentier」は“強調する”という意味の“Accent”と、”〜する者”を意味する“ier”をつけた造語。“日常に彩りを与える人”や“アクセントを与える者”という意味合いを持つ。
販売形態は通常盤 (SECL-1853) のほか、カップリング曲「春〜spring〜」のMVとメキシコでのショットを収録した初回生産限定盤 (SECL-1851/2)・デジモンのイラストジャケットとオープニング映像を収録した期間生産限定盤 (SECL-1854/5) の3種類。

## シングル収録内容
| #         | タイトル                          | 作詞          | 作曲      | 編曲               | 時間  |
| --------- | --------------------------------- | ------------- | --------- | ------------------ | ----- |
| 1.        | 「アクセンティア」                | Eir、安田貴広 | 安田貴広  | 安田貴広           | 4:36  |
| 2.        | 「Close Friend」                  | Eir           | 安田史生  | YUICHI MURATA      | 4:29  |
| 3.        | 「春〜spring〜」                  | 楠瀬拓哉      | 楠瀬拓哉  | 重永亮介、Eir Band | 4:24  |
| 4.        | 「アクセンティア (Instrumental)」 |               |           |                    | 4:35  |
| 合計時間: | 合計時間:                         | 合計時間:     | 合計時間: | 合計時間:          | 18:04 |

| #  | タイトル                         | 作詞 | 作曲・編曲 |
| -- | -------------------------------- | ---- | ---------- |
| 1. | 「春〜spring〜 (Music Clip)」    |      |            |
| 2. | 「Eir in Mexico city the movie」 |      |            |

| #  | タイトル                                                     | 作詞 | 作曲・編曲 |
| -- | ------------------------------------------------------------ | ---- | ---------- |
| 1. | 「PS Vita『デジモンワールド -next 0rder-』オープニング映像」 |      |            |